# Micika
Micika je žensko osebno ime.

## Izvor imena
Ime Micika je različica ženskega osebnega imena Marija.

## Pogostost imena
Po podatkih Statističnega urada Republike Slovenije je bilo na dan 31. decembra 2007 v Sloveniji število ženskih oseb z imenom Micika: 8.

## Osebni praznik
Osebe z imenom Micika godujejo takrat kot osebe z imenom Marija.